# School Boy Records
School Boy Records — американський лейбл звукозапису, заснований 2007 року Скутером Брауном через його компанію School Boy Entertainment, що є частиною SB Projects, компанії, яка працює в розважальній та маркетинговій галузях, та охоплює широкий спектр підприємств, зокрема, Raymond Braun Media Group, SB Consulting, SB Management і Sheba Publishing. Лейбл має спеціальну бізнесугоду з Universal Music Group.
Успіх School Boy Records відбувся після підписання договору між лейблом та артистом Ашером Ротом та випуску синглу «I Love College», за яким вийшов його дебютний альбом Asleep in the Bread Aisle.
School Boy Records також отримав величезний успіх після випуску пісень Джастіна Бібера «Baby» та «One Time», та хіта Карлі Рей Джепсен «Call Me Maybe», який був дев'ять разів сертифікований як платиновий. У вересні 2012 року Браун підписав контракт з корейським репером PSY, чий хіт «Gangnam Style» заполонив чарти по всьому світу. Наприкінці 2012 року Universal Republic Records перетворився на Republic Records, змусивши усіх артистів лейблу перейти до Republic Records. Дистриб'ютором School Boy Records наразі є Republic Records.

## Артисти
- Джастін Бібер
- Аріана Ґранде
- CL
- Dan + Shay[en]
- Карлі Рей Джепсен
- Мартін Ґаррікс
- PSY
- Rixton[en]
- Sheppard
- Стів Анжелло
- The Black Eyed Peas
- The Wanted (перерва)
- Торі Келлі
- Карлі Клосс
- Коді Сімпсон
- Ашер Рот[en]
- The Knocks[en]
- Lil Dicky
- Демі Ловато

## Колишні артисти
- Медісон Бір
- Ембер Райлі[en]
- Who Is Fancy[en]
- Тодрік Голл[en]